# Myrina inopinata
Myrina inopinata är en fjärilsart som beskrevs av Butler 1883. Myrina inopinata ingår i släktet Myrina och familjen juvelvingar. Inga underarter finns listade i Catalogue of Life.